# Granuaile (Schiff)
Die Granuaile ist das Mehrzweckschiff der Commissioners of Irish Lights.

## Allgemeines
Granuaile ist ein Traditionsname für Schiffe der irischen Leuchtturmbehörde und er stammt von der Piratin Grace O’Malley. Gleichnamige Schiffe waren von 1948 bis 1970 und von 1970 bis 2000 für die Commissioners of Irish Lights im Dienst. Der Rumpf der heutigen Granuaile wurde auf der zur Damen Shipyards Group gehörenden Werft im rumänischen Galați gefertigt, in den Niederlanden ausgerüstet und im Januar 2000 abgeliefert. Das Präfix des Schiffsnamens ist ILV und steht für Irish Light Vessel (deutsch Irisches Leuchtfeuerschiff).

## Fähigkeiten
Die Granuaile hat einen dieselelektrischen Antrieb und kann sich dynamisch positionieren. Ein großes Arbeitsdeck mit einem Schiffskran, ein Hubschrauberlandeplatz auf dem Vorschiff, drei Beiboote, Stellplätze für bis zu 16 Standardcontainer und zusätzliche Unterkünfte für elf Personen machen das Schiff universell einsetzbar, zum Beispiel als Tonnenleger, Leuchtturmtender, Vermessungsschiff oder als Plattform für Remotely Operated Vehicles und Taucher. Für diese Einsätze kann die Granuaile auch gechartert werden.